# Martin Krameš
Martin Krameš (Strakonice, 17 agosto 1993) è un calciatore ceco, centrocampista del Pribram.